# Mathilde Rivas Toft
Mathilde Rivas Toft (* 16. April 1997 in Lørenskog, Norwegen) ist eine norwegische Handballspielerin, die für den norwegischen Erstligisten Storhamar Håndball aufläuft.

## Karriere

### Im Verein
Rivas Toft spielte anfangs bei den Vereinen Ullensaker/Kisa IL und Skedsmo HK. In den Spielzeiten 2012/13 bis 2014/15 gehörte die Rückraumspielerin dem Kader des norwegischen Erstligisten Oppsal IF an. Daraufhin lief sie jeweils eine Spielzeit für den Erstligisten Nordstrand IF und den Zweitligisten Aker Topphåndball auf. Ab dem Jahr 2017 stand Rivas Toft beim Erstligisten Larvik HK unter Vertrag, mit dem sie weiterhin an der EHF Champions League teilnahm.
Rivas Toft spielte ab dem Jahr 2019 für den norwegischen Erstligisten Molde HK. Zwei Jahre später schloss sich die Linkshänderin dem dänischen Erstligisten Viborg HK an. Im Sommer 2023 wechselte sie gemeinsam mit ihrer Mannschaftskameradin Tonje Enkerud zum norwegischen Erstligisten Storhamar Håndball. Mit Storhamar Håndball gewann sie 2024 die EHF European League und den norwegischen Pokalwettbewerb sowie 2025 die norwegische Meisterschaft.

### In Auswahlmannschaften
Rivas Toft bestritt 15 Länderspiele für die norwegische Jugendauswahl, in denen sie 20 Tore warf. Mit dieser Mannschaft nahm sie an der U-17-Europameisterschaft 2013 teil. Für die norwegische Juniorinnenauswahl erzielte sie 31 Treffer in 12 Partien. Sie war ein Teil der Mannschaft, die bei der U-20-Weltmeisterschaft 2016 den fünften Platz belegte. Nach dem Nachwuchsbereich gehörte Rivas Toft zwischen 2017 und 2019 dem Kader der norwegischen B-Nationalmannschaft an, für die sie acht Spiele absolvierte.